# Verschwiegen
Verschwiegen (Originaltitel: Defending Jacob) ist eine US-amerikanische Fernseh-Miniserie, die auf dem gleichnamigen Krimiroman von William Landay aus dem Jahr 2012 basiert. Die Erstveröffentlichung erfolgte vom 24. April bis zum 29. Mai 2020 auf Apple TV+.

## Handlung
Im Park des Bostoner Vorortes Newton wird die Leiche des 14-jährigen Schülers Ben Rifkin gefunden. Als Jacob, der Sohn des in seiner Gemeinde respektierten und angesehenen Bezirksstaatsanwaltes Andy Barber, zum Hauptverdächtigen des Mordes an Ben wird und in die Schusslinie der Justiz gerät, wird seine Familie auf eine harte Probe gestellt.

## Besetzung und Synchronisation
Die deutschsprachige Synchronfassung entstand im Auftrag von Apple durch die Synchronfirma FFS Film- & Fernseh-Synchron in München. Dialogbuch und Dialogregie verantwortete Ursula von Langen.

### Hauptbesetzung
| Rollenname        | Schauspieler     | Synchronsprecher    |
| ----------------- | ---------------- | ------------------- |
| Andy Barber       | Chris Evans      | Dennis Schmidt-Foß  |
| Laurie Barber     | Michelle Dockery | Melanie Manstein    |
| Jacob Barber      | Jaeden Martell   | Benjamin Weygand    |
| Joanna Klein      | Cherry Jones     | Marianne Groß       |
| Neal Logiudice    | Pablo Schreiber  | Philipp Moog        |
| Lynn Canavan      | Sakina Jaffrey   |                     |
| Paula „Pam“ Duffy | Betty Gabriel    | Stefanie Dischinger |

### Nebenbesetzung
| Rollenname          | Schauspieler       | Episoden   | Synchronsprecher |
| ------------------- | ------------------ | ---------- | ---------------- |
| Leonard Patz        | Daniel Henshall    | 1–4, 6–8   |                  |
| Sarah Grohl         | Jordan Alexa Davis | 1–5, 7     | Laura Jenni      |
| Derek Yoo           | Ben Taylor         | 1–7        | Leonard Rosemann |
| Toby                | Tamara Hickey      | 1, 3, 5, 8 |                  |
| Dr. Elizabeth Vogel | Poorna Jagannathan | 3–6        | Natascha Geisler |
| Dan Rifkin          | Patrick Fischler   | 1–2, 7–8   | Jakob Riedl      |
| Detective Peterson  | Shawn Fitzgibbon   | 1–2, 7     | Pascal Breuer    |

## Episodenliste
| Nr. | Deutscher Titel    | Originaltitel      | Erstveröffentlichung USA | Deutschsprachige Erstveröffentlichung (D/A/CH) | Regie         | Drehbuch     |
| --- | ------------------ | ------------------ | ------------------------ | ---------------------------------------------- | ------------- | ------------ |
| 1 | Das Messer         | Pilot              | 24. Apr. 2020            | 24. Apr. 2020                                  | Morten Tyldum | Mark Bomback |
| Andy Barber arbeitet als stellvertretender Bezirksstaatsanwalt in Newton, Massachusetts. Seine Frau Laurie ist Leiterin eines Kinderheims, beide haben einen vierzehnjährigen Sohn, Jacob. Eines Tages wird Andy zu einem Mordfall gerufen. Bei dem Toten, der in einem öffentlichen Park aufgefunden wird, handelt es sich um Ben Rifkin, einen Mitschüler Jacobs. Andy überbringt Bens Eltern die Nachricht vom Tod ihres Sohnes. Andy Barber wird der Fall übertragen, obwohl es seitens seiner Vorgesetzten Bedenken gibt, da Andy die Familie und das Opfer kannte. Gemeinsam mit Detective Paula Duffy beginnt er mit Ermittlungen und befragt die Mitschüler Bens, erhält jedoch keine brauchbaren Aussagen. Ein erster Verdacht fällt auf den verurteilten Sexualstraftäter Leonard Patz, der unweit des Parks wohnt. Über eine anonyme Mitteilung wird Andy auf Anschuldigungen aufmerksam gemacht, die im Internet kursieren: Mitschüler Derek wirft Jacob vor, Ben getötet zu haben, so habe er ein Messer. Andy durchsucht Jacobs Zimmer und findet ein Klappmesser. |                    |                    |                          |                                                |               |              |
| 2 | Alles ist cool     | Everything Is Cool | 24. Apr. 2020            | 24. Apr. 2020                                  | Morten Tyldum | Mark Bomback |
| Jacob wird von seinen Eltern mit dem Messerfund konfrontiert und bestreitet die Tat; kurze Zeit später entsorgt Andy das Messer heimlich im Müll. Als ein Fingerabdruck Jacobs an Bens Kleidung gefunden wird, wird Andy vom Fall abgezogen. Die Leitung der Untersuchung gegen seinen Sohn übernimmt Andy Konkurrent Neal, dem Andy einst selbst ein Mentor war. Leonard Patz gilt nach einer ersten Vernehmung als nicht tatverdächtig, so sagt er aus, an dem Morgen zwar im Park gewesen zu sein, das Opfer aber nicht gekannt zu haben. Das Haus der Barbers wird durchsucht und Jacob vorläufig festgenommen. Leonard Patz wiederum löscht in einem unbemerkten Augenblick zahlreiche Fotos von Ben auf seinem Handy. |                    |                    |                          |                                                |               |              |
| 3 | Pokerfaces         | Poker Faces        | 24. Apr. 2020            | 24. Apr. 2020                                  | Morten Tyldum | Mark Bomback |
| Andy Barber lässt seinen Sohn von Joanna Klein verteidigen, die eine Expertin auf ihrem Gebiet ist. Nach einer ersten Anhörung wird Jacob gegen Kaution aus dem Gefängnis entlassen. Die Nachricht, dass er der Tatverdächtige ist, spricht sich schnell herum. Freunde wenden sich von der Familie ab, das Haus wird beschmiert und Laurie wird beurlaubt, wobei eine Entlassung im Raum steht. Andy gesteht Laurie ein Familiengeheimnis: Sein Vater hat die Familie einst nicht verlassen, sondern sitzt seit Jahren wegen Vergewaltigung und Mord eines Mädchens im Gefängnis. Um der Anklage zuvorzukommen, wird Jacob durch die biologische Psychiaterin Dr. Vogel untersucht. Dies soll vor allem das mögliche Argument eines vererbten „Mördergens“ entkräftigen. Bei Detective Duffy, die weiterhin am Fall arbeitet, meldet sich unterdessen Bens Mitschülerin Sarah, die Informationen zu Bens Mörder habe. |                    |                    |                          |                                                |               |              |
| 4 | Schadensbegrenzung | Damage Control     | 1. Mai 2020              | 1. Mai 2020                                    | Morten Tyldum | Mark Bomback |
| Andy hat von Detective Duffy heimlich die Akte zu Leonard Patz erhalten. Er sucht dessen letztes Opfer Matt auf, der Leonard wegen sexueller Belästigung angezeigt hatte. Matt jedoch verweigert eine Zusammenarbeit. Jacob erhält Besuch von Sarah, die andeutet, dass Derek in den Mord verwickelt sein könnte. Wenig später legt Jacob sich gegen die Anweisung der Eltern einen neuen Instagram-Account zu. Laurie leidet unterdessen zunehmend unter der sozialen Isolation. Sie belügt Andy, dass sie mit einer Freundin Essen geht, beobachtet stattdessen ihre ehemaligen Kolleginnen und geht anschließend in ein Fast-Food-Restaurant, wo sie ihr Herz einer vollkommen fremden Frau gegenüber ausschüttet. Die Frau entpuppt sich als Journalistin, die einen Artikel über die Familie veröffentlichen will. Laurie ist entsetzt, verschweigt das Treffen jedoch vor Andy. Dr. Vogel erklärt Andy, neben einem eigenen DNA-Sample auch eines seines Vaters zu benötigen, der jedoch auf einem Treffen mit Andy besteht. Obwohl er seinen Vater seit seiner Kindheit nicht wiedergesehen hat, willigt Andy ein. |                    |                    |                          |                                                |               |              |
| 5 | Besucher           | Visitors           | 8. Mai 2020              | 8. Mai 2020                                    | Morten Tyldum | Mark Bomback |
| In Jacobs Schule findet die Abschlussfeier des Schuljahrs statt, bei der auch Ben gedacht wird. Andy besucht seinen Vater im Gefängnis, doch bricht sein Vater das Gespräch nach kurzer Zeit ab. Privat kommt es zur Krise, als der Artikel der Journalistin erscheint und vor allem Andy als Einzelgänger beschreibt. Laurie trifft wenig später im Supermarkt auf Bens Mutter, die sie anspuckt. Vollkommen aufgelöst wendet sich Laurie an Dr. Vogel für Beistand. Vor allem eine Szene verstört Laurie nachhaltig, so habe Jacob im Alter von fünf Jahren versucht, ein gleichaltriges Kind, mit dem er Streit hatte, hinterrücks mit einer Bowlingkugel auf den Kopf zu schlagen; nur Lauries Eingreifen verhinderte dies. Andy sucht Detective Duffy auf, die bestätigt, dass sie nach einem Tipp Derek noch einmal verhört haben, ihn jedoch nicht verdächtigen. Andy sucht Derek auf, der ihm vorwirft, Jacobs dunkle Seite nicht zu kennen, so habe er unter anderem eine Vorliebe für Cutter-Darstellungen, die Verletzungen zeigen, und sei in einem Forum namens Cut-Up-Room aktiv. Andy behält die Information für sich. Er spricht mit Sarah, die gesteht, ihm damals den Tipp mit den Anschuldigungen gegen Jacob im Internet gegeben zu haben und auch Detective Duffy auf Derek aufmerksam gemacht zu haben. Ben habe sie mit einem gesendeten Nackbild von ihr erpresst. Derek, der in Sarah verliebt ist, habe ihm daraufhin sein Handy gestohlen und es Sarah geben wollen, die es jedoch nicht annahm. Derek wurde wütend; wenige Tage später war Ben tot. Andy und Jacob verbringen einen Vater-Sohn-Tag beim Angeln. Am Ende des Tages erfahren sie, dass sich Bens Handy im Besitz der Anklage befindet. Zudem hat Andys Vater doch in eine DNA-Überprüfung eingewilligt. Andy erkennt, dass Laurie bei ihm im Gefängnis war und ihn überredet hat. Nachts erhält Andy mehrfach Anrufe unter einer unbekannten Nummer – es ist Matt, der jedoch immer wieder auflegt, ohne etwas zu sagen. |                    |                    |                          |                                                |               |              |
| 6 | Wunschdenken       | Wishful Thinking   | 15. Mai 2020             | 15. Mai 2020                                   | Morten Tyldum | Mark Bomback |
| Joanna Klein und Andy dürfen das Handy als Beweismittel untersuchen. Vor Ort treffen sie auf Neal, der Andy mit einem Hinweis auf seinen Vater provoziert. Andy wird handgreiflich; zudem wissen sie nun, dass die Anklage über den Vater Andys als Mörder Bescheid weiß. Wenig später wird es über die Presse landesweit bekannt. Die Auswertung des Handys bringt keine neuen Erkenntnisse. Joanna weist Andy darauf hin, dass sie von Jacobs neuem Instagram-Profil erfahren hat. Jacob hat hier unter anderem eine Montage von sich mit Axt und dem Spruch „Was die Leute von mir denken“ gepostet. Auf Dränge seiner Eltern löscht Jacob sein Profil. Matt gesteht vor Joanna, Andy und Neal, dass er Leonard gegen Geld erlaubt habe, ihn unsittlich zu berühren. Als Leonard für diesen Akt nicht mehr bezahlen wollte, zeigte Matt ihn an. Zu dem Zeitpunkt habe Leonard jedoch bereits mit dem späteren Opfer Ben ein neues „Ziel“ gehabt. Eine Hausdurchsuchung bei Leonard Patz bringt keine neuen Erkenntnisse und führt auch nicht zur Verschiebung des Prozessbeginns. Kurz vor Prozessbeginn wird Laurie beim Joggen von einem Wagen verfolgt, der Andy bereits einige Zeit zuvor in der Nähe des Hauses aufgefallen war. Zudem übergibt Dr. Vogel den Eltern und Joanna Klein die Erkenntnisse der Sitzungen mit Jacob. Er habe zwar nicht das Mördergen, jedoch Gene, die für Impulsivität, Leichtsinn und gewalttätiges Verhalten stehen. Vor allem die verminderte Empathiefähigkeit, ebenfalls als Gen bei Jacob nachweisbar, findet Dr. Vogel besorgniserregend. Alle Gene sind auch bei Andy und seinem Vater nachweisbar, beide haben zudem das „Mördergen“. Laurie zweifelt an Jacobs Unschuld, während Andy ihn verteidigt. Vor Jacob, der an dem Tag Geburtstag hat, versuchen sie, sich nichts anmerken zu lassen. Am Abend stellt Andy den Mann, der Laurie zuvor im Auto verfolgt hatte. Er kennt ihn nicht. Tags darauf fahren die Barbers um Gericht, wo der Prozess beginnt. |                    |                    |                          |                                                |               |              |
| 7 | Job                | Job                | 22. Mai 2020             | 22. Mai 2020                                   | Morten Tyldum | Mark Bomback |
| Anklage und Verteidigung bringen ihre Sicht des Falls vor, wobei Neal zahlreiche Fehler unterlaufen. Obwohl der Richter eine Erwähnung von Andys Vater im Vorfeld des Prozesses verboten hat, bringt Neal diesen Fakt während des Prozesses an, sodass er vom Richter verwarnt wird und der Prozess kurz vor dem Abbruch steht. Andy erfährt, dass der unbekannte Mann, der Laurie verfolgt hat, wohl ein Krimineller und Schläger ist, der gegen Geld angeheuert werden kann. Kurz nachdem Joanna Andy mitgeteilt hat, dass Matt, der als Zeuge am nächsten Tag vorgesehen ist, wahrscheinlich untergetaucht ist, wird durch die Anklage Derek in den Zeugenstand gerufen. Er berichtet, dass Jacob von Ben massiv gemobbt wurde, Jacob sich nach Bens Tod hämisch geäußert habe und zudem drei Tage nach Fund der Leiche eine Geschichte im Cut-Up-Room veröffentlicht habe, in der detailliert die Ermordung Bens behandelt wird. Joanna, Andy und Laurie sind entsetzt, doch beteuert Jacob später vor seinen Eltern, dass es nur eine Geschichte sei und er Ben nicht umgebracht habe. Tatsächlich enthält die Geschichte nur Fakten, die bereits über die Presse bekannt waren. Laurie hält ihren Sohn nun für den Täter, während Andy weiterhin von seiner Unschuld überzeugt ist. Das Paar beendet den Abend im Streit. Unterdessen schreibt Leonard Patz auf die Rückseite seiner Vorladung zur Zeugenaussage am Folgetag weinend sein Geständnis, dass er Ben getötet habe. |                    |                    |                          |                                                |               |              |
| 8 | Danach             | After              | 29. Mai 2020             | 29. Mai 2020                                   | Morten Tyldum | Mark Bomback |
| Am Folgetag wird der Prozess gegen Jacob eingestellt: Leonard Patz hat sich in seiner Wohnung erhängt und ein schriftliches Geständnis hinterlassen. Als die Barbers beim Verlassen des Gerichts von Bens Vater angegriffen werden, greift der Unbekannte, der Laurie einst verfolgte, ein. Er stellt sich Andy als ein Freund seines Vaters vor, der im Auftrag des Vaters die Barbers bewachte. Er würde alles für Andys Vater tun. Während Laurie sich Vorwürfe macht, dass sie ihren Sohn verdächtigte, kommen Andy Zweifel. Er sucht seinen Vater im Gefängnis auf und erkennt, dass dessen Bekannter in seinem Auftrag Leonard Patz aufsuchte, ihn zwang, ein Geständnis aufzuschreiben, und ihn anschließend erwürgte. Andy behält das Wissen für sich. Die Familie verbringt einen Weihnachtsurlaub in Mexiko. Während der Silvesterfeier verschwindet die junge Hope, mit der sich Jacob angefreundet hat und mit der er sich auf der Feier gestritten hatte. Jacob wird verdächtigt und verhört. Andy berichtet Laurie in der Nacht von Leonard Patz’ Ermordung. Laurie ist entsetzt, da Jacob nun wieder als Täter infrage kommt. Am nächsten Morgen wird Hope lebend gefunden – ein anderer Partygast hatte sie zu sich nach Hause mitgenommen. Die Barbers kehren nach Hause zurück, verkaufen kurz darauf ihr Haus und planen, in einen anderen Bundesstaat umzuziehen. Laurie jedoch zerbricht an den Geschehnissen, zumal sie sieht, wie sehr Bens Eltern unter dem Verlust des Sohnes leiden. Als sie mit Jacob auf dem Weg zum Friseur ist, gesteht sie ihrem Sohn, seinen Unschuldsbeteuerungen nicht zu glauben. Sie fährt im Regen immer schneller und steuert den Wagen schließlich an eine Tunnelmauer. Laurie und Jacob werden auf die Intensivstation gebracht, Jacob liegt im Koma, während Laurie sich an den Unfallhergang nicht mehr erinnern kann. In einer Voranhörung, die Neal leitet, soll geklärt werden, ob Laurie wegen eines Tötungsversuchs an Jacob angeklagt wird oder ob es sich um einen Unfall gehandelt hat. Andy beteuert, dass es sich um einen Unfall gehandelt hat, auch wenn er während Lauries Fahrt zum Friseur ein Album mit Kinderfotos Jacobs im Müll gefunden hat und die Wahrheit kennt. Es wird entschieden, die Vorkommnisse als Unfall zu werten. Laurie wiederum wünscht sich, dass sie drei einfach nur wieder eine glückliche Familie werden. |                    |                    |                          |                                                |               |              |

## Produktion
Apple beauftragte Paramount Television Studios und andere Unternehmen, unter der Regie von Morten Tyldum, mit der Produktion der Miniserie für den eigenen Streaming-Service Apple TV+.

## Kritik
Auf Rotten Tomatoes wird die Miniserie mit 72 % positiv bewertet.
Das Lexikon des Internationalen Films bewertete die Serie mit vier von fünf möglichen Sternen. Sie halte „nicht nur als clever und wendungsreich aufgebauter ‚Whodunit‘ […] bis zum Ende in Atem“, sondern überzeuge „primär als einfühlsames, von starken Darstellern getragenes Familiendrama“.
Patrick Heidmann urteilte bei Zeit online, dass die Serie eigentlich alles mitbringe, „was Prestigeproduktionen dieser Art heutzutage brauchen“, und „das alles auch hübsch und einigermaßen spannend anzusehen“ sei. Aber weil man von der Bildsprache bis hin zur rückblendenbasierten Erzählstruktur alles schon in vergleichbaren Serien gesehen habe, fehle der Serie „einfach jeder Wow-Faktor.“
Im US-Magazin Variety kritisierte Daniel D’Addario, dass die Serie, obwohl sie bis zum Schluss um Wirkung ringe, die Aspekte ihrer Geschichte nicht ernst nehme, die zwar potentiell interessant und – bis hin zu einer finalen, mindestens mutigen Wendung – alberner seien als man erwartet haben könnte. Könnten Serien allein wegen guter Absichten erfolgreich sein, dann wäre dieser Aufwand unter den Besten im Fernsehen der letzten Zeit; in der Praxis sei das aber etwas schwierig zu verteidigen.

## Auszeichnungen
Primetime-Emmy-Verleihung 2020
- Nominierung für die Beste Titelmelodie (Ólafur Arnalds)
- Nominierung für die Beste Kameraführung bei einer Miniserie oder einem Fernsehfilm (Jonathan Freeman)[6]